# Benwenut Mareni
Benwenut Mareni OFM, wł. Benvenuto Mareni (zm. 5 maja 1269 w Recanati) – włoski franciszkanin, brat zakonny, błogosławiony Kościoła katolickiego.

## Życiorys
Istnieją skąpe źródła dotyczące biografii błogosławionego, chociaż istnieje potwierdzony decyzją papieską kult w rodzinnym mieście Recanati. Benwenut Mareni wstąpił do franciszkanów w pierwszym wieku istnienia zakonu. Nie obrał drogi kleryckiej, pozostając bratem laikiem. Po złożeniu profesji zakonnej pełnił najróżniejsze posługi w klasztorze, m.in. kucharza. Według przyjętej tradycji obdarzony został łaską trzymania w swych objęciach Dzieciątka Jezus. Uważany za mistyka. Zmarł 5 maja 1269 w Recanati. Relikwie znajdują się w kościele franciszkanów konwentualnych pw. św. Franciszka Asyskiego w Recanati. Kult został uznany przez papieża Piusa VI 17 września 1796.